# Парламентские выборы в Монако (2008)
Парламентские выборы в Монако состоялись 3 февраля 2008 года. Большинство получила коалиция Союз за Монако. 

## Результаты
Результаты выборов в Национальный совет Монако, прошедших 3 февраля 2008 года:
| Партия | Голоса | %     | Количество мест | Изменение |
| --- | ------ | ----- | --------------- | --------- |
| Коалиция Союз за Монако - Союз за Княжество - Национальный союз за будущее Монако - Объединение за развитие монакского общества | 53 523 | 52,20 | 21              | —         |
| Ралли за Монако | 41 512 | 40,49 | 3               | —         |
| Монако вместе | 7 491  | 7,31  | —               | новая     |
| Недействительных/пустых бюллетеней                                                                                              | 204    | —     | —               | —         |
| Всего | 7 854  | 100,0 | 24              | —         |
| Зарегистрированных избирателей/Явка                                                                                             | 6 316  | 76,9  | —               | —         |
| Источник: Monaco Mairie Elections Monaco Архивная копия от 16 мая 2013 на Wayback Machine, Nohlen & Stöver                      |        |       |                 |           |